# Ischnotoma decorata
Ischnotoma decorata är en tvåvingeart. Ischnotoma decorata ingår i släktet Ischnotoma och familjen storharkrankar.

## Underarter
Arten delas in i följande underarter:
- I. d. araucana
- I. d. decorata